# Споменик Стефану Немањи у Београду
Споменик Стефану Немањи се налази на Савском тргу у Београду, на почетку Немањине улице, испред некадашње зграде Главне железничке станице (нове зграде Историјског музеја Србије), а дело је руског скулптора Александра Јулијановича Рукавишњикова, члана Руске академије уметности.
Посвећено је великом жупану Стефану Немањи, родоначелнику српске средњовековне династије Немањића.
Откривен је на Савиндан, 27. јануара 2021. године уз присуство политичког руководства Републике Србије, Српске и (делом) Црне Горе.

## Историјат

### Одбор за подизање спомен-обележја Стефану Немањи
Први домаћи конкурс за израду споменика Стефану Немањи, расписан је 10. фебруара 2016. године на конститутивној седници Одбора за подизање спомен-обележја Стефану Немањи, у чијем су саставу били председник Владе Републике Србије Александар Вучић (председник Одбора), министар правде Никола Селаковић, декан Правног факултета Универзитета у Београду проф. др Сима Аврамовић, академик Љубомир Максимовић, академик Светомир Арсић-Басара, архитекта Војислав Милановић, митрополит загребачко-љубљански Порфирије, градски менаџер Горан Весић, председник Комисије за споменике и називе улица и тргова Скупштине града Београда Јасмина Митровић-Марић, заменик председника Скупштине града Београда Андреа Радуловић и градски секретар за културу Владан Вукосављевић.
Истовремено, било је предвиђено и подизање спомен-комплекса „Српског средњег века”.

### Конкурс Града Београда
Дана 27. септембра 2017. године, Секретаријат за културу Градске управе Града Београда је расписао јавни и позивни међународни двостепени конкурс за израду решења за спомен-обележје Стефану Немањи на Савском тргу у Београду. Одмах је објављен и програм конкурса, који је предвидео све појединости које се очекују од аутора, као и будућа позиција споменика. Жири који је разматрао пристигле предлоге је био у саставу: Никола Селаковић, генерални секретар председника Републике Србије (председник жирија), академик и вајар Светомир Арсић-Басара, редитељ Емир Кустурица, сликар Владимир Величковић (члан САНУ ван радног састава), проф. др Сима Аврамовић (некадашњи декан Правног факултета Универзитета у Београду), вајар и редовни професор Факултета примењених уметности Миодраг Живковић, сликар Небојша Ђурановић, градски менаџер Горан Весић и градски урбаниста Милутин Фолић.
Други степен конкурса је окончан објављивањем резултата 15. марта 2018. године. Прву награду је освојио руски скулптор Александар Рукавишњиков, другу награду је добио Ву Веишан (Wu Weishan) из Пекинга, а трећа награда је припала Зорану Ивановићу, ванредном професору Факултета примењених уметности Универзитета уметности у Београду.

### Израда споменика
На изради споменика, уз Рукавишњикова, било ангажовано још око 120 људи.

### Постављање споменика
Пандемија корона вируса од марта 2020. године, одложила је допремање споменика из Москве за Београд и померила за читава четири месеца. Постављање првих делова постамента је почело 15. августа 2020. године.
Дана 13. новембра 2020. године, постављени су последњи делови статуе, те се читава композиција могла видети у свом потпуном облику. Наредне недеље је постављена скела ради извођења полирања и патинирања.

### Примопредаја споменика
Дана 25. децембра 2020. године у Старом двору (Скупштина града Београда), потписан је Записник о примопредаји споменика, чиме је ово дело постало власништво Града Београда. Записник су потписали Олег Лашкарев (представник аутора Александра Рукавишњикова у Србији), Алан Казијев (представник Рукавишњикова за уметност у свету), заменица председника Скупштине града Андреа Радуловић, градски секретар за културу Иван Карл и заменик градоначелника Горан Весић. Потписивању записника су присуствовали министар спољних послова Никола Селаковић (члан Одбора за подизање споменика Стефану Немањи) и Александар Боцан-Харченко, амбасадор Руске Федерације у Србији.

### Откривање споменика
На дан откривања споменика, аутор Александар Рукавишњиков се обратио грађанима Србије, будући да је због прележаног вируса корона био спречен да присуствује овом догађају: 
Надам се да је ово за братски српски народ велики догађај, јер је за мене лично велики догађај. Посао је био тежак и прилично дуг. Веома ми је жао што не могу да будем са вама, јер сам недавно прележао модерну болест, вирус корона, и сад се налазим на рехабилитацији. Још једном вам честитам празник и надам се да ћете се не само привићи на тај споменик него да ћете га можда и заволети.— Александар Рукавишњиков
Откривање споменика је обављено за Савиндан, 27. јануара 2021. године уз присуство политичког руководства Републике Србије и Српске, уз присуство бројних грађана. На свечаности су били председник Републике Србије Александар Вучић, предсједавајући Предсједништва Босне и Херцеговине Милорад Додик, председница Владе Републике Србије Ана Брнабић, председник Народне скупштине Републике Србије Ивица Дачић, министар спољних послова Никола Селаковић, градоначелник Београда проф. др Зоран Радојичић, заменик градоначелника Београда Горан Весић, градоначелник Бањалуке Драшко Станивуковић, посланик у Скупштини Црне Горе и председник Демократске народне партије Милан Кнежевић, председник Нове српске демократије Андрија Мандић, посланик Собрања Републике Северне Македоније и председник Демократске партије Срба у Македонији Иван Стоилковић, епископ шумадијски Јован (администратор архиепископије београдско-карловачке), епископ бачки Иринеј, епископ крушевачки Давид, настојатељ Храма Светог Саве викарни епископ ремезијански Стефан, викарни епископ мохачки Исихије, амбасадор Руске Федерације Александар Боцан-Харченко...
У уметничком делу који је претходио говорима, наступао је глумац Небојша Кундачина, који је тумачио лик Стефана Немање.
Предсједавајући Предсједништва Босне и Херцеговине Милорад Додик је у свом говору изјавио:
Срби су давно научили да без државе нема слободе, векови иза нас су увек били борба за српску државу, као што се и данас боримо у савременим околностима управо за то. Овај величанствен споменик је знак нашег односа према томе.— Милорад Додик, председавајући Предсједништва Босне и Херцеговине
Председник Републике Србије Александар Вучић је, на крају церемоније откривања споменика, рекао:
Овде, где се симболички спајају улице Немањина и Карађорђева, ми данас славимо и раскош својих историјских домета, и обнављање државности, и просперитетну будућност коју ми и наши потомци морамо вредно да градимо.— Александар Вучић, председник Републике Србије
Александар Рукавишњиков је споменик први пут обишао 13. фебруара 2021. године, у пратњи заменика градоначелника Горана Весића.
У децембру 2021. у Србији је штампана поштанска марка посвећена овом споменику.

## Композиција споменика

### Споменик
Споменик представља владарску фигуру Стефана Немање у племићкој одори. У десној руци се налази мач, а у левој руци је Хиландарска повеља (1198/1199). Иако је на првом приказу идејног решење споменика било предвиђено да велики жупан држи крст (дупли или руски крст), касније је одлучено да то буде мач.
Како се око тога отворила широка полемика у којој је доминирала теза да се одустало од крста због инсистирања арапских инвеститора из оближњег Београда на води, дилему је отклонио сам вајар Рукавишњиков у разговору за Спутњик на српском језику: „Чуо сам да се у последње време говори о тој теми и да се поставља питање зашто је крст замењен мачем? Наводи се и да је замењен у последњем тренутку. Па, у последњем тренутку то не би било ни реално да се уради. Напротив, замењено је на почетку. (...) Ми смо дуго размишљали и одлучили да, ипак, прикажемо Стефана Немању у световној одећи, а не у духовној и да треба да га прикажемо као човека који је створио српску државност. То је оно што је најважније. У конкретном случају, мач има смисла, он је погоднији јер се силуета споменика завршава оштрицом.“
Другим речима, одлучено је да споменик представља Стефана Немању као великог жупана и државника, за шта је прикладнији симбол мач, а не као монаха или Светог Симеона Мироточивог, за шта би свакако прикладнији био крст.
Заједно са постаментом, споменик је тежак 80 тона и висок 23,5 метра. На тај начин, представља највиши споменик на територији Србије.

### Постамент
Постамент је сачињен од више елемената. У основи, то је напукли византијски шлем, као симбол Немањине борбе за независност од Ромејског царства, из кога израња владарско жезло, симбол владарске моћи. Рукавишњиков наводи да је за модел жезла користио жезло Светог Саве (једини предмет за који се поуздано зна да је био у Савиним рукама), првог српског архиепископа и Немањиног најмлађег сина, које је сачувано и налази се у ризници манастира Милешева и повремено излаже у Историјском музеју Србије, будући да такав предмет који би припадао Стефану Немањи није сачуван, али постоје основи за веровање да је и сам поседовао слично жезло.

На постаменту се налазе рељефи из Немањиног живота и српске историје за време његове владавине. На предњој страни постамента, одмах испод споменичке фигуре, налази се Студенички крст, један од препознатљивих симбола из Немањине задужбине манастира Студеница. Са спољне стране постамента, приказани су манастир Студеница и манастир Хиландар, две најзначајније задужбине Стефана Немање. Остали рељефи су урађени по угледу на српске фреске, а један од њих је лоза Немањића, по угледу на фреску из манастира Високи Дечани у Метохији.
- Грб Немањића на постаменту
- Рељеф „Лоза Немањића”, урађен по моделу фреске из манастира Високи Дечани
- Постамент

## Критике јавности

### Позитивне критике
Сликар Милош Шобајић је у емисији Дневни ред на ТВ Б92, октобра 2020. године, рекао да је у принципу задовољан решењем споменика Стефану Немањи, иако би он лично то нешто другачије урадио, додавши да је подизање споменика важно: „Посебно у овом моменту када се отима Косово, а династија Немањића је везана за Косово, како сад лако одузети Косово кад у Београду зидају споменик 'том проклетом Србину Немањи.“
Редитељ и публициста Драгослав Бокан је у емисији Лице нације"на РТВ Панчево, крајем јануара 2021. године, рекао: „Ја могу да кажем да је овај Савиндан објава изласка из титоистичке ере, јер до сада је било после Тита Тито, избрисан је сада, ово је нови почетак који носи нови ентузијазам, Београд је сада престоница Србије.“
Историчар др Александар Раковић, научни сарадник Института за новију историју Србије, говорио је о критикама на рачун величине споменика: „Многима, али не свима, смета грандиозност споменика, но свет је пун грандиозних споменика разним владарима и истакнутим личностима. Стога није битно да ли грандиозност одговара 19, 20. или 21. веку, већ је важно да одговара личности владара коме се подиже. Стефан Немања заслужује такав споменик у Београду.“
Гостујући у јутарњем програму Прве телевизије (3. фебруар 2021), хералдичар Љубодраг Грујић изјавио је да, иако разуме критике на рачун висине споменика, као и било које друге замерке, лично доживљава решење споменика као леп избор и да је као хералдичар одушевљен обиљем симболике на самом споменику, уз оцену да је сваки споменик симбол свог времена и да га као таквог треба сачувати.
У уводнику Печата од 5. фебруара 2021. године, новинар Никола Врзић каже: „...ничег природнијег нема од споменика Стефану Немањи који, кроз Немањину улицу, гледа горе према Храму Светог Саве. И да је заправо неприродно што се такав сусрет оца и сина, два наша светитеља, у престоници српског народа, није догодио и раније... (...) Што значи да се споменик Стефану Немањи може посматрати и као споменик нашој слободи.“
Филозоф и аутор Никола Танасић сматра да је споменик и његова естетика само повод за оштре критике и опречна мишљења изнесена у јавности, а да је узрок вишедеценијски културни рат у Србији.

### Негативне критике
У јавности се водила полемика зашто је уместо крста који је био на победничком решењу на конкурсу, на споменик постављен мач.
Међу онима који нису имали замерку на идеју подизања споменика Стефану Немањи, већ на идејно решење које подразумева висину од 28 метара, нашли су се историчарка Латинка Перовић и историчар Срђан Цветковић.
Историчар уметности Ненад Макуљевић, професор Филозофског факултета Универзитета у Београду, у ауторском тексту за Пешчаник од 21. марта 2019. године, пише: „Он нема значај у историји Београда, тако да отпада могућност повезивања споменика са простором његовог живота.“
Архитекта Драгољуб Бакић изјавио је 17. јула 2020. године: „Читав Савски трг је апсолутна урбанистичка бесмислица, не само његов споменик од 28 метра.“ Бакић је касније тражио и да споменик буде премештен.
Историчарка и универзитетска професорка Радина Вучетић рекла је 6. августа 2020. године за НИН, да споменик Стефану Немањи делује: „као надгробни споменик модерној Србији.“
Друштво конзерватора Србије је 20. августа 2020. године, затражило да се заустави постављање споменика, уз образложење да: „владарска иконографија коју је представио скулптор из Русије претенциозни је фалсификат академизма 19. века, увећан шест или седам пута у односу на уобичајену висину монументалних споменичких обележја.“

#### Полемика Горана Марковића и Емира Кустурице
Редитељ Горан Марковић је 20. августа 2020. године, говорио о споменику Стефану Немањи као: „наказној скаламерији“ и позвао Емира Кустурицу, члана жирија, да се огради од споменика. Кустурица му је одговорио јавним писмом 21. августа, у којем је рекао: „изоштри смисао за страдање хришћана на Косову и Метохији или у Црној Гори. Не само због хришћанске културе, него и твоје секуларне грађанске политике, којом се, за разлику од мене, бавиш, а не знаш да она не постоји без историје коју је управо Стефан Немања, имењак, започео на Балкану. (...) Сада је политика постала твоја судбина, рођена у "ужасу празнине" твог филмског жанра.“ Ова полемика је изазвала шире одјеке.

#### Протест на дан откривања споменика
На дан откривања споменика (Савиндан, 27. јануар 2021), неколико сати пре свечане церемоније, одржан је протест на платоу испред Филозофског факултета Универзитета у Београду. Говорили су активисткиња и историчарка уметности Аида Ћоровић, књижевник и визуелни уметник Дејан Атанацковић, историчарка уметности Ирина Суботић и Дејан Радовановић, а међу окупљенима су били карикатуриста Душан Петричић и политичар Зоран Живковић.